# Braganza (Unternehmen)
Braganza ist eine schwedische Holdinggesellschaft im Besitz von Per G. Braathen und seiner Familie.

## Geschichte
Die Unternehmensgruppe wurde 1938 als Braganza AS von Ludvig G. Braathen als Teil der Ludvig G. Braathens Rederi gegründet. Bis 1994 war Braganza der alleinige Eigentümer von Braathens SAFE und hielt bis 2001 eine Minderheitsbeteiligung, als die größte nationale Fluggesellschaft Norwegens für 1,1 Milliarden norwegische Kronen an die SAS Group verkauft wurde. Die Unternehmensgruppe war früher auch in Besitz von Braathens Helikopter und Busy Bee. 2013 wurde Braganza durch eine grenzüberschreitende Fusion eine schwedische Holdinggesellschaft.

## Unternehmensgruppe
Braganza ist aufgeteilt in 3 Unternehmensbereiche:
- Aviation (Luftfahrt)
  - BRA Braathens Regional Airlines
  - Braathens Regional Airways
  - Braathens Regional Aviation

- Travel, Parks and Resorts (Reisen, Parks und Resorts)
  - Kristiansand Dyrepark
  - Ticket Privatresor AB
  - Escape Travel AS
  - Signatours Rejser ApS
  - Wayday Travel AS
  - Peer Gynt AS

- Technology (Technologie)
  - Braathens IT AS
  - Qondor AS